# Roskilde Stift
Artiklen omhandler det nuværende Roskilde Stift, som dannedes d. 1. december 1922 da Sjællands Stift deltes i to: Københavns og Roskilde Stifter. Om Roskilde Stift inden Reformationen, se Roskilde Stift (før 1536).
Roskilde Stift er et dansk stift.
Roskilde Stift omfatter flg. provstier:
- Greve-Solrød Provsti
- Holbæk Provsti
- Kalundborg Provsti
- Køge Provsti
- Lejre Provsti
- Næstved Provsti
- Ods og Skippinge Provsti
- Ringsted-Sorø Provsti
- Roskilde Domprovsti
- Skælskør Provsti
- Slagelse Provsti
- Stege-Vordingborg Provsti
- Tryggevælde Provsti

## Stiftamtmænd
- 1922 – 1932: C.E.A. Ammentorp
- 1932 – 1935: Frederik Martens-Larsen
- 1935 – 1952: Christian Haugen-Johansen
- 1952 – 1965: Ove Larsen
- 1965 – 1980: Børge Hancke Rossel
- 1980 – 1989: Christian Hyltoft
- 1989 – 2005: Niels Bentsen

I forbindelse med Strukturreformen blev statsamterne opløst og erstattet af en regional struktur, hvorefter funktionen som stiftamtmand overgik til direktøren for den regionale afdeling af Statsforvaltningen.